# Enotria Goliardo Foot-Ball Club 1920-1921
Questa pagina raccoglie le informazioni riguardanti l'Enotria Goliardo Foot-Ball Club nelle competizioni ufficiali della stagione 1920-1921.

## Stagione
L'Enotria, considerata la squadra favorita del girone eliminatorio in virtù dei risultati della stagione precedente (qualificazione alle semifinali dell'Italia Settentrionale), si rivelò addirittura il fanalino di coda del raggruppamento perdendo cinque partite su sei contro avversarie abbordabili (Trevigliese, Nazionale Lombardia e Juventus Italia).

## Rosa
| N. |                   | Ruolo | Calciatore               |
| -- | ----------------- | ----- | ------------------------ |
|    | Italia (bandiera) | A     | Edoardo Chieppi          |
|    | Italia (bandiera) | D     | L. Ferrari               |
|    | Italia (bandiera) | A     | Ferrario                 |
|    | Italia (bandiera) | D     | Grassi                   |
|    | Italia (bandiera) | A     | Giovanni Maggioni        |
|    | Italia (bandiera) | P     | Manzini                  |
|    | Italia (bandiera) | C     | Mussi                    |
|    | Italia (bandiera) | C     | Palmiro Luigi Pastorelli |
|    | Italia (bandiera) | P     | Vittorio Pelvi           |

| N. |                   | Ruolo | Calciatore           |
| -- | ----------------- | ----- | -------------------- |
|    | Italia (bandiera) | C     | Oreste Perfetti      |
|    | Italia (bandiera) | D     | Franco Pironi (I)    |
|    | Italia (bandiera) | A     | Giuseppe Pironi (II) |
|    | Italia (bandiera) | C     | Riccardo Polo        |
|    | Italia (bandiera) | C     | Osvaldo Salamina     |
|    | Italia (bandiera) | P     | Luigi Silvani        |
|    | Italia (bandiera) | A     | Stefanini            |
|    | Italia (bandiera) | D     | Enrico Tosi          |

## Risultati

### Prima Categoria

#### Girone F lombardo

##### Girone di andata
| Arbitro: | Rusconi (Milano) |

|             |           |                    |
| Chieppi 16’ | Marcatori | Quadri 75’ Orsengo |

| Arbitro: | Gama (Milano) |

|                                                             |           |                              |
| Salamina 20’ Pastorelli 35’ Maggioni 75’ Chieppi ?’, ?’, ?’ | Marcatori | 28’, 38’ Malaspina 33’ Maggi |

| Arbitro: | Panzeri (Milano) |

|                         |           |             |
| ? 55’ ? 62’ ? 70’ ? 85’ | Marcatori | 36’ ? 50’ ? |

##### Girone di ritorno
| Arbitro: | Tradico (Milano) |

|                                     |           |            |
| Orsenigo Quadri 55’ Gelmi ?’ (rig.) | Marcatori | 4’ Chieppi |

| Arbitro: | Fries (Milano) |

|                        |           |                 |
| Malaspina ?’, ?’ Maggi | Marcatori | 5’, 75’ Chieppi |

| Arbitro: | Grassi |

|  |           |                      |
|  | Marcatori | 22’ (rig.) Peltenghi |